# バトルライン (コンピュータゲーム)
『バトルライン』（BATTLE LINE）は、『蒼い世界の中心で』を原作としたカードシミュレーションRPG。略称は『BL』『バトラン』など。続編の登場により『無印』とも呼ばれるようになった。キャッチコピーは『骨の髄まで「ゲーム」なゲーム』。
メロンブックス.com、ベクター、窓の杜にて無料配信されている。また、パッケージ版が2009年6月30日に発売された。

本項では、続編にあたる『バトルラインコンクエスト』（BATTLE LINE CONQUEST）とそれを基盤にした18禁ゲーム『バトルフォース』についても併せて述べる。

続編の公開により、今作のサポートは終了した模様。アップデートも行われておらず、メールフォームもなくなっている。

## バトルライン

### モード

#### シングルモード
一人で遊ぶモード。ミッションモード以外はゲーム中に手に入るBPを使ってショップで購入しなければ遊べない。
ミッションモード
デッキと手札が固定されたCPUと戦うモード。
クエストモード
「自分のユニットを倒されてはいけない」など、特殊なルールと固定のデッキと手札で戦うモード。最初からユニットが配置されていることもある。
パズルモード
特定の状況の中、1ターンで制圧、または相手を全滅させる詰め将棋のようなモード。「パズルエディター」でオリジナル問題を作って投稿することもできるが、現在はサポートが終了しているため、投稿しても公開されることはない。
スコアアタックモード
不定期配信されるスコアアタック用のミッションで全国のプレイヤーとスコアを競うモード。これまでに4回行われている。現在は配信されていないため、遊ぶことはできない。
ギャンブルモード
BPを賭けてミッションモードのハードモードのデッキと対戦するモード。勝利すると配当金のBPが貰えるが、敗北すると賭けたBPはなくなる。食料カードとランダムに選ばれた48枚の一般兵・戦術カード、8枚の英雄カードでデッキを組まなければならない。

#### オンラインモード
ネットワークを通じて全国のプレイヤーと対戦するモード。
バトルネット
対戦相手を募集したり、募集している相手と対戦することができる。
カスタム接続
プレイヤー固有の番号であるフレンドコードを使って特定の相手と対戦することができる。

#### ギャラリー
所持しているカードのフレイバーテキストを見ることができる。ここから「蒼い世界の中心で」本編では語られていない国の存在や設定がわかることもあるが、設定が変更されていることがよくあるため、信憑性は低い。

### 基本ルール
カードシミュレーションゲームだが、プレイ感覚は従来のカードゲームよりも、将棋やチェスに近い。
お互いのプレイヤーは40枚のカードを組み合わせた「デッキ」を使い、1対1で対戦する。
敵陣の奥深くにユニットを侵入させた方が勝ちとなる。

#### 戦場
4×5の20マスからなるフィールド。
布陣エリア
自分から見て最も手前の1列。自陣でもある。逆に最も遠い列は相手の布陣エリアとなり、敵陣でもある。
手札からユニットを出す（布陣する）時は基本的に自分の布陣エリアに置く。
自陣
自分から見て最も手前の2列。相手の自陣は敵陣と呼ぶ。
中立地帯
自陣と敵陣の間にある1列。
制圧エリア
相手の布陣エリアの奥。ここに自分のユニットが移動すると勝利、逆に自分の制圧エリアに侵入されると敗北となる。自分の制圧エリアにユニットを移動させることはできず、マスとしては扱わない。
| 敵陣・相手の布陣エリア |
| 敵陣                   |
| 中立地帯               |
| 自陣                   |
| 自陣・自分の布陣エリア |
| 相手が目指す制圧エリア |

#### カード
- 兵士・戦術・食料の3種類が存在し、対戦中、自分のカードは青色、相手のカードは赤色で表示される。

兵士
一般兵と英雄のこと。また、戦場に置かれている兵士カードのことをユニットと呼ぶ。
一般兵
戦場に出すことのできるカード。同名カードはデッキに2枚までしか入れることができない。枠の色は銀。
英雄
一般兵よりも強力だが、同じキャラクターのカードはデッキに1枚しか入れることができず、英雄カード自体はデッキに5枚までしか入れることができない。
枠の色は銀だが一般兵と区別するため、装飾がついている。
一般兵は「アサシン」「バーバリアン」など、役割や職業の名前を持つが、英雄の場合は固有の名前を持つキャラクターとなっている。
戦術
特殊な効果を持つ使い捨てのカード。ユニットを移動させたり、戦闘力を増減させて戦闘をサポートする。枠は茶色。
同名カードはデッキに1枚しか入れることができない。
食料
デッキに何枚でも入れることのできるカード。自分のターンに1枚だけ使うことができる。枠は食料と同じく茶色。
戦術カードのように使い捨てだが1種類しか存在せず、使用すると自分の食料カウンターが1つ増加する。

##### カードの情報
全てのカードに共通するもの
名称
全てのカードにそれぞれ存在する。カード名。食料カードは「食料」と表記される。
イラスト
カードを視覚化したもの。
レアリティ
カードの入手難度。レアリティが高いほど強いカードとしてデザインされているが、デッキ構築や対戦に直接は関係しない。
詳細は以下の通り。
| レア度                   | 特徴                                                                                           |
| ------------------------ | ---------------------------------------------------------------------------------------------- |
| C（コモン）              | レアリティが最も低く、ほとんどの一般兵、戦術カードがこれに当てはまる。英雄カードは存在しない。 |
| UC（アンコモン）         | 英雄カードは1枚のみだが、全ての種類のカードが存在する。                                        |
| R（レア）                | 全ての種類のカードが存在する。                                                                 |
| SR（スーパーレア）       | 一部の英雄カードに当てはまるレアリティ。一般兵カードは存在せず、戦術カードも1枚しかない。      |
| ER（エクストリームレア） | 一部の英雄が当てはまるレアリティ。一般兵も1枚のみ存在するが、戦術カードは存在しない。          |
| LE（レジェンド）         | 英雄カードのみに存在する最高のレアリティ。                                                     |

一般兵・英雄にのみ存在するもの
戦闘力
ユニット同士で戦闘を行う場合、この数値が高い方が勝つ。
2桁の戦闘力を持ったカードは存在しないが、戦術カードや以下のATC/DEFにより2桁になることもある。
ATC
自分から相手に戦闘を行う場合、そのターンの間だけ自分の戦闘力がこの数値分アップする。「ATC+1」のように表記され、「A+1」と略される。
DEF
相手から戦闘を仕掛けられた場合、そのターンの間だけ自分の戦闘力がこの数値分アップする。「DEF+1」のように表記され、「D+1」と略される。
コスト
0~3の数字。右上にあるマークの数がコストの数となる。
スキル
カードが持つ特殊能力。
兵種
基本的にユニットの持っている武器で分けられているが、一部例外も存在する。
ユニットによって兵種を持たないものや、2つ以上の兵種を持っているものが存在する。
兵種を持たないユニットは「無兵種」と呼ばれる。
剣兵
剣を持ったユニット。バランスがよく、扱い易いものが多い。
斧兵
斧を持ったユニット。戦闘力は総じて低めだが、ATCが高いカードが多く、DEFを持つ一般兵は存在しない。
槍兵
槍を持ったユニット。戦闘力は総じて低めだが、DEFが高いカードが多く、ATCを持つ一般兵は存在しない。
射兵
弓矢や銃などの飛び道具を持ったユニット。射撃能力を持つ。
騎兵
馬や鳥に乗ったユニット。移動能力に優れる。
魔兵
魔法で戦うユニット。自分の周囲のユニットをサポートしたり、特殊な効果を持つユニットが多い。Ver1.4で追加された。

#### 対戦の流れ
お互いに40枚のデッキを用意し、手札が5枚になるようにデッキの上からカードを引く。開始時の食料カウンターは1つ。先行のプレイヤーから以下のように進行していく。
1.食料チェック、ユニットの破棄
自分のユニットのコストの合計が自分の食料カウンター以下になるようにユニットを破棄する。
2.ドロー
デッキの上からカードを2枚引く。デッキが1枚しかない場合は1枚引く。1枚もない場合はそのまま「3」に移る。
3.布陣や移動、カードの使用
ここで兵士カードの布陣、戦術カード、食料カードの使用などを行うことができる。
4.ターンエンド、ディスカード
自分のターンを終了し、相手のターンに移る。この時自分の手札が8枚以上の場合は7枚になるまで破棄してから相手のターンに移る。
20ターン目は最終ドローターンとなり、それ以降は延長戦に突入する。
自分のターン（上記の3）に行えること。
一般兵・英雄の布陣
手札の一般兵・英雄を戦場に布陣する。1ターンに何度でも行うことができる。
戦術カードの使用
手札の戦術カードを使用する。1ターンに何度でも使用できる。使用すると破棄される。
食料カードの使用
手札の食料カードを使用する。1ターンに1度しかできない。使用すると破棄される。
ユニットの移動
自分のユニットを上下左右の1マスに移動させる。基本的に自分のユニットがいるマスには移動できない。
1体のユニットは1ターンに1度しか移動できない。
相手のユニットが存在するマスに移動した場合は戦闘が発生する。詳しくは後述。
また、そのターンに布陣したユニット、戦闘を行ったユニット、一部のスキルを発動したユニットはそのターン移動できない。
自分のユニットのスキルを使用する。
自分のユニットを移動させた後に使うこともできるが、移動する前に使うとそのターンは移動できなくなる。

##### 戦闘
- お互いのユニットが同じマスに移動した場合に発生する。
- 戦闘力が高い方のカードが戦場に残り、低いカードは破棄される。戦闘力が同じ場合はお互いのカードが破棄される。
- 戦闘を行う際はATC/DEFを適用する（1ターンに1度のみ）。
- 戦闘は1ターンに何度でも行うことができる。
- 1度戦闘を行って戦闘力が増減すると、そのターンが終了するまで戦闘力は戻らない。
- 1ターンの中で2回目以降の戦闘でも戦闘力は前回の戦闘後のままで行う。再びATC/DEFを適応させることはない。

自分のユニットが相手のユニットが存在するマスに移動した場合
自分のユニットのATCを自分の戦闘力に足す。
相手のユニットのDEFを相手の戦闘力に足す。
相手のユニットが自分のユニットが存在するマスに移動した場合
相手のユニットのATCを相手の戦闘力に足す。
自分のユニットのDEFを自分の戦闘力に足す。
例
自分の「クレイモア兵」（戦闘力4・ATC+1）が相手の「槍民兵」（戦闘力1・DEF+3）に戦闘を仕掛けた場合
クレイモア兵の戦闘力4にATCの1を足し、戦闘力は5。槍民兵の戦闘力1にDEFの3を足し、戦闘力は4。
「クレイモア兵の戦闘力5＞槍民兵の戦闘力4」になるため、槍民兵は破棄され、クレイモア兵は戦闘力1として戦場の戦闘を行ったマスに残る。
※ただし、そのターンが終了すると戦闘力は元々の数値である4に戻る。

##### 制圧
自分の目指す制圧エリアに自分のユニットを移動させると制圧となり自分の勝利、逆に制圧エリアに侵入されると敗北となる。

##### 延長戦
19ターン目は最終ドローターンとなり、20ターン経過しても勝負がついていない場合、21ターン目から延長戦になる。
20ターン目の終わりにお互いのデッキと手札が全て破棄される。
30ターンが終了すると戦闘評価（判定）で勝敗を決める。判定基準はどれだけ相手の制圧エリアに近づいているか。
戦闘評価
自分のユニットの場所によって点数が決まり、その合計値の大きいプレイヤーが勝利。同じ場合は先行のプレイヤーの勝利となる。

点数は以下の通り。

| 100 | 100 | 100 | 100 |
| 10  | 10  | 10  | 10  |
| 1   | 1   | 1   | 1   |
| 0   | 0   | 0   | 0   |
| 0   | 0   | 0   | 0   |

## バトルラインコンクエスト
『バトルラインコンクエスト』（BATTLE LINE CONQUEST）は、『蒼い世界の中心で』を原作としたカードカードシミュレーションゲーム。略称は『コンクエ』。メロンブックス.comにて無料版・完全版（有料）が配信されている。また、パッケージ版が付属している『蒼い世界の中心で 完全版 ファミリーコレクションBOX』が2011年3月3日に発売された。パッケージ版のみでの販売はされていない。

また、一部の英雄カードが「ブシモ」のモバイルゲーム『禁断召喚!サモンマスター』にゲスト参戦している。

### ルールの変更点
- デッキは30枚に減り、デッキに入れることのできる英雄カードは8枚に。
- 開始時の食料カウンターは2だが、1ターン目に1つ増えるので実質3からスタート。
- 開始時の手札は0枚だが、自分の始めのターンは通常のドロー時に4枚ドローする。
- 食料カードがなくなり、自分のターンの食料チェック後に自動で食料カウンターが1つ増える。
- 手札の枚数制限は6枚。7枚以上だと自分のターン終了時に6枚になるまで破棄する。
- 最終ドローターンが15、16ターン目になり、名称がファイナルターンになった。
- 延長戦は20ターンで終了する。

### その他の変更点
- スキル「射撃」が大幅に弱体化。
- スキル「行動」の名称がアクティブスキルに変更。
- スキル「召喚」の変更。原作をイメージしたものになった。
- CPUのみが使える強力なカードが多く存在する。
- 前作の多くのカードが未登場。
- 多くのカードの効果が修正・変更されている。
- 前作でよく見られた「カード名は異なるがステータスが全く同じ」カードが存在しない。
- 同じカードとして扱うがステータスやスキル、イラストの異なるカードは未登場。[2]
- レアリティが星の数で表される。

### 備考
- 全体的なカードの弱体化とターン数の減少により制圧することが難しくなった。
- 英雄カードのほとんどがクリムゾン氏がイラストを手がけたキャラクターのみとなり、前作のオリジナル英雄はほぼ登場しない。
- バージョンアップにより4コストのカードが登場した。

## バトルフォース
『バトルフォース』は『BATTLE LINE CONQUEST』（バトルラインコンクエスト）を流用したカード18禁カードゲームADV。ブランドは5bit。DMMにて独占販売されている。カードゲームのルールは『BATTLE LINE CONQUEST』と同じだが、一部用語やカードのイラスト、デザインが変更されている。「蒼い世界の中心で」や「バトルライン」のキャラクターは登場しない。

### 大まかな変更点
- 全ての一般兵・英雄のイラスト
- 一部の一般兵・英雄のスキルやステータス
- カードの枠
- 一般兵→ノーマル
- 英雄→ヒーロー
- 兵種→属性
- 食料→ソウル
- 剣兵→光
- 斧兵→火
- 槍兵→森
- 射兵→水
- 騎兵→風
- 魔兵がなくなり、無兵種は「無」という属性に

### 備考
- 用語の変更から一部の戦術カードのイラスト・カード名も変更されている。